# جون دولان
جون دولان (بالإنجليزية: John Dolan)‏ هو سياسي أيرلندي، ولد في 13 يناير 1956 في تيبيراري في جمهورية أيرلندا. حزبياً، نشط في مستقل. وقد انتخب عضو مجلس الشيوخ من أيرلندا عن دائرة اللجنة الإدارية ‏ وقد انضم خلال فترته النيابية ‏ (8 يونيو 2016 – ) للكتلة البرلمانية مستقل.